# XIX. sjezd Komunistické strany Číny
XIX. sjezd Komunistické strany Číny (čínsky v českém přepisu čung-kuo kung-čchang-tang ti-š'-ťiou-cch' čchüan-kuo taj-piao ta-chuej, pchin-jinem Zhōngguó Gòngchǎndǎng Dìshíjiǔcì Quánguó Dàibiǎo Dàhuì, znaky zjednodušené 中国共产党第十九次全国代表大会) byl sjezd Komunistické strany Číny ve Velkém sálu lidu v Pekingu ve dnech 18. – 24. října 2017. Sjezdu se účastnilo 2280 řádných delegátů a 74 speciálních delegátů zastupujících přes 89 milionů členů Komunistické strany Číny.
Sjezd zvolil 19. ústřední výbor Komunistické strany Číny o 204 řádných členech a 172 kandidátech a 19. ústřední komisi pro kontrolu disciplíny o 133 členech. Ústřední výbor poté zvolil nové 19. politbyro ÚV KS Číny a jeho sedmičlenný stálý výbor.
Během sjezdu byla do stranické ústavy zakotvena nová vůdčí ideologie, Si Ťin-pchingovo myšlení o socialismu s čínskými rysy pro novou epochu.